# الحب إلى آخره (رواية)
الحب إلى آخره (بالإنجليزية: Love, etc)‏ هي رواية للكاتب الإنجليزي جوليان بارنز، نشرت عام 2000، عن دار نشر جوناثان كيب.